# Idionella tugana
Idionella tugana là một loài nhện trong họ Linyphiidae.
Loài này thuộc chi Idionella. Idionella tugana được Ralph Vary Chamberlin miêu tả năm 1949.